# Androsace kouytchensis
Androsace kouytchensis är en viveväxtart som beskrevs av Bonati. Androsace kouytchensis ingår i släktet grusvivor, och familjen viveväxter. Inga underarter finns listade i Catalogue of Life.